# Honda CB 1000
Honda CB1000 F typ SC30, nazývaná také CB1000SF nebo CB1000 Big One je motocykl kategorie naked bike, vyvinutý firmou Honda, vyráběný v letech 1992–1996. Nástupcem se stal v roce 1998 model Honda CB1300 Super Four, typ SC40.
Model byl představen na podzim roku 1992. Prezentoval se krásnými svary, součástkami z kartáčovaného hliníku, kovanými můstky vidlice a stupačkami a kvalitním lakem. I přes příliš vysokou váhu a dlouhý rozvor má dobré jízdní vlastnosti a je vhodná i pro prolétání zatáčkami. Ergonomie je vhodná i pro jezdce vyšší postavy. Kladem je výborné zpracování, spolehlivost, kultivovaný motor a dobrá ovladatelnost, nevýhodou naopak slabší zátah v nižších otáčkách, příliš vysoko umístěné stupačky spolujezdce a malá dostupnost pneumatik neobvyklého rozměru.

## Technické parametry
- Rám: dvojitý trubkový ocelový
- Suchá hmotnost: 236 kg
- Pohotovostní hmotnost: 260 kg
- Výkon: podle trhu určení 74 kW, nebo 70 kW, nebo 37 kW.
- Maximální rychlost: 217 km/h
- Spotřeba paliva: 6,9 l/100 km